# Semaeopus ephippiata
Semaeopus ephippiata là một loài bướm đêm trong họ Geometridae.